# Muerte de Michael Jackson
La muerte de Michael Jackson ocurrió el 25 de junio de 2009, a causa de una intoxicación aguda de propofol y benzodiazepina, en su casa en North Carolwood Drive, en el barrio de Holmby Hills de Bel-Air, Los Ángeles, California.
Su médico personal, Conrad Murray, declaró que había encontrado a Jackson en su habitación, sin respirar y con un pulso apenas detectable, y que administró la RCP a Jackson en vano. Después de una llamada al 9-1-1 a las 2:26 p.m. hora local, Jackson fue tratado por paramédicos y más tarde fue declarado muerto en el Ronald Reagan UCLA Medical Center.
En un principio se apuntó a la posibilidad de que su muerte se hubiese producido una hora después de recibir una inyección de petidina (demerol), un analgésico al cual Jackson fue adicto en los años 90 y al que varios testigos declaran continuaba siendo adicto; otros lo desmienten, así como la autopsia, que afirma que sus órganos estaban en buen estado. Murray a su vez confesó, en un interrogatorio realizado dos días después, que no había proporcionado a Jackson dicho fármaco, aunque reconoció haberle inyectado propofol, un fuerte anestésico que debe ser administrado con un equipo de monitorización y reanimación adecuado, del que Murray no disponía. El 28 de agosto de 2009, el juez de instrucción del condado de Los Ángeles concluyó que su muerte fue un homicidio. Poco antes de su muerte, Jackson había recibido en su casa propofol y dos benzodiazepinas anti-ansiedad, lorazepam y midazolam. Su médico personal fue condenado por homicidio involuntario en 2011 y cumplió una condena de dos años de prisión.
La muerte de Jackson provocó una oleada de reacciones en todo el mundo, creando aumentos sin precedentes del tráfico de Internet y causando que las ventas de su música y la de los Jackson 5 aumentaran dramáticamente. Jackson también tenía la intención de realizar una serie de conciertos de regreso frente a un millón de personas en el O2 Arena de Londres, de julio de 2009 a febrero de 2010.
El 7 de julio de 2009 se llevó a cabo un servicio conmemorativo público para Jackson, en el Staples Center de Los Ángeles, donde había ensayado para los conciertos de Londres la noche antes de su muerte. El servicio fue retransmitido en directo a todo el mundo, atrayendo a una audiencia global estimada de mil millones de personas. En 2010, Sony Music Entertainment firmó un acuerdo de 250 millones de dólares con el patrimonio de Jackson para conservar los derechos de distribución de sus grabaciones hasta 2017 y para lanzar siete álbumes póstumos durante la década siguiente a su muerte. La muerte de Jackson está en el puesto No. 1 en la lista de los ‘100 Momentos más impactantes de la Música’ de VH1/VH1 Classic.

## Antecedentes
En enero de 2009, Jackson y la productora de conciertos AEG Live firmaron un contrato para la realización de 10 actuaciones en el O2 Arena de Londres bajo el nombre This Is It. Posteriormente, este número de actuaciones fue incrementándose hasta llegar a las 70, aunque hoy en día aún no está claro si la estrella estaba en desacuerdo con ese número o bien fue idea suya en un intento de batir un nuevo récord. Jackson pasa las pruebas médicas requeridas para el contrato de un seguro médico para la gira.
Se realizan varias filmaciones en Culver Studios, para lo que formaría parte del Dome Project, que contiene las imágenes que se proyectarían en las actuaciones, y comenzaron los ensayos, iniciando en The Forum y culminaron en el Staples Center Arena.
Desde un principio los medios divulgaron que Conrad Murray había sido contratado por el mismo Jackson, y que su labor era tratar el insomnio del mismo mediante el suministro de diversas sustancias (propofol entre ellas), aun siendo consciente del peligro de tales prácticas, incluso sin disponer de material de monitorización adecuado. Se argumentaba que la falta de escrúpulos del doctor respondía a sus necesidades económicas para satisfacer varias demandas de manutención a sus hijos.
Sin embargo, según el informe de la reciente demanda a AEG por parte de Katherine Jackson, fue la compañía productora de la gira quien requirió los servicios de Murray a principios de mayo de 2009 para encargarse de la salud del cantante durante los ensayos y la posterior gira. Según esta demanda, fue la productora quien mostró falta de escrúpulos, obligando al artista a abandonar su medicación habitual, así como la atención de sus doctores habituales ya que le dejaban «somnoliento e incapaz de ensayar». Al mismo tiempo que empujaba a Murray a seguir unas prácticas poco ortodoxas aún a pesar de la reiterada petición de material adecuado por parte del doctor. La denuncia afirma poder probar estas alegaciones mediante correos electrónicos, en los que Murray solicita el pago del primer mes (que no llegó a recibir). El contrato de Murray nunca llegó a firmarse, aunque sí se firmó un acuerdo previo en el que la compañía solicitaba la incorporación inmediata de Murray y se comprometía a pagarle 150 000 dólares al mes, así como a suministrarle equipo de reanimación y enfermería.
Esta demanda afirma además, que AEG había adelantado parte de las ganancias al artista, y que amenazaba con cancelar las actuaciones si el mismo no atendía a los ensayos, de modo que Jackson no podría devolver el adelanto. Alega además que AEG amenazaba con demandas y con «acabar con la carrera de Jackson». Katherine Jackson perdería la demanda contra AEG al ser desestimada.
Michael no tenía buena salud, esto confirmado por Kenny Ortega, uno de los preparadores de la gira This Is It, en un comunicado que dio a AEG el 21 de junio del 2009 donde decía que no dejó a Jackson terminar el ensayo antes del último ensayo (en su perfeccionismo, Jackson incluso ensayaba antes de los mismos ensayos) debido a que el cantante se encontraba en mal estado. «No podía bailar, parecía ido, su cuerpo estaba muy frío y temblando, con Travis lo colocamos junto a la calefacción y decidí terminar el ensayo por temor a que en el ensayo hiciera el ridículo o peor aún, resultara herido». Kenny había trabajado con Michael en el Dangerous World Tour y en el HIStory World Tour, agregando que nunca lo había visto así en los ensayos de esas giras.
El 23 de junio de 2009, Jackson cambió por completo e invirtió lo que la gente pensaba de él «Michael estaba encendido, el ensayo del 23 de junio fue uno de los mejores que Jackson haya hecho en su carrera, fue como en un concierto» declaró Kenny Ortega, pero él pudo ensayar gracias al suministro de medicamentos que lo ayudaron a rendir en el escenario; el 24 de junio, Jackson ensayó bien y sin complicación alguna. Michael Jackson nunca pudo completar un ensayo para This Is It, la gente que compartía con él estaba preocupada, confirmado por Travis Payne al que en el juicio el abogado le preguntó: «¿Michael Jackson alguna vez pudo completar un ensayo?» a lo que Travis respondió «No, señor»; luego el abogado preguntó «¿Eso le llamó la atención?» a lo que Travis respondió «Sí, estábamos preocupados con Kenny». Hay rumores en los que se dice que Jackson mismo decía que con suerte aguantaría por lo menos 3 conciertos y que temía por su salud. Un amigo de Jackson dijo: «Michael estaba acabado, no tenía nada, estuvo recluido en su casa por 10 años sin giras ni nuevos éxitos, su forma física no resistiría ni para 45 minutos bailando bien», Kenny Ortega dijo que Jackson siempre hacía una simulación del concierto, pero eso nunca pasó.

## Muerte
Según la orden, tomaba propofol (diprivan) diluido con lidocaina (xylocaine) cada noche por vía intravenosa (drip IV). Pero esa noche tuvo especiales problemas para dormir, por lo que le suministró otros varios sedantes:
- 01.30 h 10 mg de diazepam (valium)
- 02.00 h 2 mg lorazepam (ativan)
- 03.00 h 2 mg midazolam (versed)
- 05.00 h 2 mg lorazepam (ativan)
- 07.30 h 2 mg midazolam (versed)
- 10.40 h 25 mg propofol (diprivan) diluido con lidocaina (xylocaine)

Según Murray, él no fue el primer doctor en suministrarle propofol a Jackson, aunque el cantante se negó a revelarle qué otros doctores lo habían hecho. Según el doctor, este se refería al anestésico como «leche». La administración de propofol es muy compleja, ya que el margen de suministro entre sedante y anestésico es muy estrecho. En el segundo caso se da una depresión de la respiración y la actividad cardíaca, por lo que requiere de asistencia de un soporte bio-electrónico que Jackson no tenía a su lado; además requiere la supervisión permanente del médico para vigilar las constantes vitales. Jackson se sumergió en un estado de semi-insconciencia o de sopor.
Según los registros del teléfono móvil del doctor, este realizó llamadas durante 47 minutos antes de encontrar al cantante inconsciente. Mientras, Jackson sufrió un paro cardiorrespiratorio. Murray intentó revertir los efectos del propofol inyectando un antídoto que estimularía su sistema nervioso, mientras realizaba desesperados esfuerzos de reanimación mediante masaje cardíaco, sobre la cama, como refleja la llamada a urgencias.
Uno de los guardaespaldas del artista, Alberto Álvarez realizó una llamada al servicio de urgencias 911 para solicitar auxilio a las 12:21 del 25 de junio PDT (UTC-7). El operador de urgencias pide que trasladen al paciente al suelo. Los paramédicos, que llegaron 9 minutos después, lo encontraron sin pulso ni respiración, por lo que continuaron la reanimación cardiopulmonar y lo trasladaron al Ronald Reagan UCLA Medical Center, ubicado en Los Ángeles a las 1:14 p. m.. Pero a pesar de los esfuerzos de los médicos Jackson fue declarado muerto a las 2:26 p. m.. Pocas horas después, tras varios rumores sobre su estado y un supuesto coma, la familia anunció la muerte del cantante en la sala de prensa del Ronald Reagan UCLA Medical Center:

El legendario Rey del Pop, Michael Jackson, falleció el día jueves 25 de junio de 2009 a las 14.26 h. Se cree que sufrió un paro cardíaco en su casa. Sin embargo, la causa de su muerte es desconocida hasta que los resultados de la autopsia se conozcan. Su médico personal, quien estaba con él en el momento, trató de reanimar a Jackson, al igual que los paramédicos que le transportaron al Ronald Reagan UCLA Medical Center. Al llegar al hospital aproximadamente a las 13.14 h, un equipo de médicos, incluido los cardiólogos y médicos de emergencia, realizaron intentos de reanimación por un período de más de una hora, sin tener éxito. La familia de Jackson pide a los medios de comunicación respetar su privacidad mientras transcurre este trágico momento.

Jermaine Jackson - Conferencia de prensa en la UCLA

### Primeras declaraciones y noticias

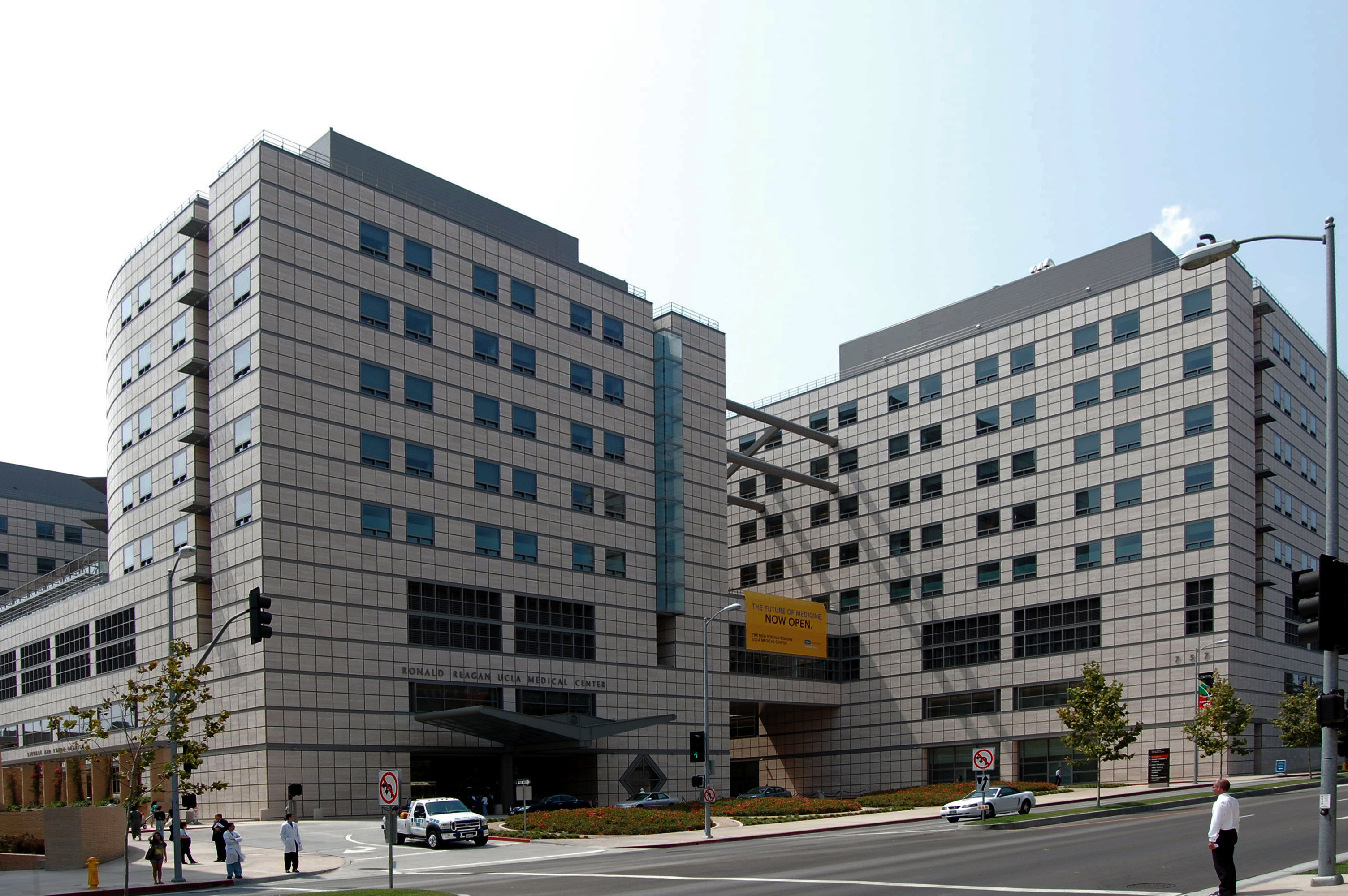
Michael Jackson llegó al Ronald Reagan UCLA Medical Center a las 1:14 p. m.

Se informó de que su médico personal Conrad Murray podría haberle proporcionado una inyección de Demerol a las 11:30 a. m. (horario de Los Ángeles), este desmintió que hubiera proporcionado el Demerol a Jackson, así como corrobora la posterior autopsia.
Murray dijo a través de su abogado, Ed Chernoff, que cuando fue a ver a Jackson lo encontró sin consciencia ni respiración y con un débil pulso en la arteria femoral, el cuerpo estaba caliente. Como declaró La Toya, hermana de Jackson, este se encontraba en la habitación de Murray y no en la suya propia, también asegura que había un gotero intravenoso y botellas de oxígeno a los lados de la cama.
Según el médico, comenzó a administrarle un masaje cardiopulmonar con una mano sobre la cama (cuando esta debe realizarse con ambas manos y sobre una superficie dura). Chernoff declaró ante varios medios que no había línea telefónica en la casa y, aunque Murray tenía un teléfono móvil, desconocía la dirección de la propiedad.
El abogado dijo que Murray, fue a la planta baja y pidió la ayuda del servicio doméstico y del hijo de 12 años de Jackson, Michael Joseph "Prince", que estuvo presente durante los intentos de reanimación de su padre. También acude el guardaespaldas Alberto Álvarez, quien supuestamente realiza la llamada a urgencias desde el móvil de Murray. Transcurrieron 30 minutos desde que encontró a Michael desfallecido hasta que llamaron al 911 (12:21 p. m.).
Sin embargo en la llamada, filtrada a TMZ el 26 de junio, se puede comprobar que en ningún momento se menciona la dirección completa. Se proporciona el código postal (90077) y el operador de Los Angeles Fire Department (LAFD) pregunta "Is it Carolwood?" ("¿Es Carolwood?") pero nunca se menciona 100 North Carolwood Drive.
Varios minutos después los paramédicos llegan a la casa, momento en el cual, Jackson había dejado de respirar. Se le intentó reanimar mediante un masaje cardiopulmonar durante 42 minutos. Sobre las 13:14, Michael Jackson fue trasladado al centro médico Ronald Reagan UCLA, en el que continuaron una hora más con los intentos de estabilización. El fallecimiento fue declarado a las 2:26 p. m..

## Salud

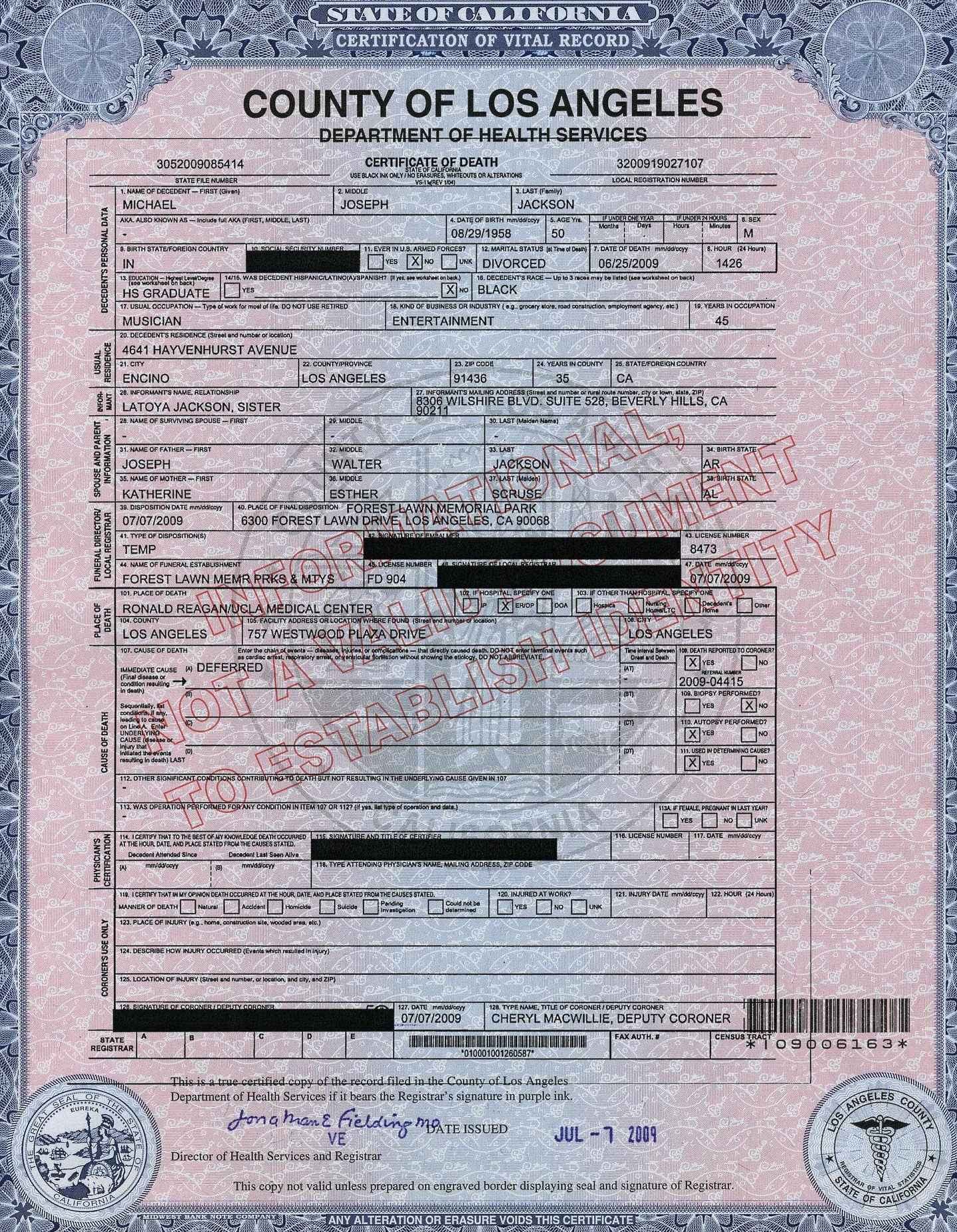
El certificado de defunción de Michael Jackson no recoge las causas de su muerte

Michael padecía una enfermedad genética denominada vitíligo que le causó la progresiva decoloración irregular de la piel, lo que sus maquilladoras disimulaban continuamente, aunque han quedado muchas fotografías que dan cuenta de ello.
Su dermatólogo el Dr. Arnold Klein le envió a un colega especialista que le diagnosticó además lupus.
Otros allegados a Jackson dijeron al periodista Ian Halperin que podría estar padeciendo un caso de anorexia o bulimia, así como una enfermedad pulmonar conocida como Deficiencia de alfa-1 antitripsina, por la cual se supone que recibía un tratamiento. Todas estas condiciones le impedían cantar o hablar algunos días, según Halperin.
Los acompañantes de Jackson dijeron que él estaba preocupado por los conciertos de Londres. «No quería comer, no quería dormir, y cuando lo hacía tenía pesadillas acerca de su muerte». Halperin dijo: «A él le preocupaba defraudar a sus fans. Incluso dijo algo que me hizo pensar brevemente en un acto suicida. Michael dijo que podría morir antes de hacer los conciertos de Londres y que le preocupaba acabar del mismo modo que Elvis. Siempre se comparaba a sí mismo con Elvis, pero había algo en su tono que me hizo pensar en que quería morir, porque estaba cansado de la vida. Tiró la toalla. Jamás volverá a cantar ni bailar de nuevo. Creo que prefería morir antes de sentirse avergonzado encima del escenario».
Dos fuentes involucradas en la investigación de la muerte de Jackson dijeron el 8 de julio en la CNN que mostraba numerosas marcas en sus brazos, que las más nuevas podían deberse a la actuación de los paramédicos y que tenía las venas colapsadas, hecho que puede concordar con el uso de fármacos por vía intravenosa. Arnold Klein, el dermatólogo de Jackson, discrepa sobre que se encontraba en un estado de salud precario, alegando que bailó en la oficina de Klein tres días antes de su muerte, y que parecía estar en buena forma.

## Investigación
El cuerpo de Jackson fue trasladado a las oficinas de la LA Coroner en Boyle Heights, donde el 26 de junio a las 15:00 se le realizó la autopsia en nombre de la juez de instrucción del condado de Los Ángeles por el principal examinador médico, Lakshmanan Sathyavagiswaran. El cerebro de Michael fue conservado por el médico forense, y el resto del cuerpo entregado a la familia, la cual solicitó una segunda autopsia el 27 de junio. Craig Harvey, principal investigador forense, comunicó que no había evidencias de traumatismos ni de actos criminales, pero que habría que esperar cuatro o seis semanas para que los exámenes toxicológicos fueran completados.

### DEA y LAPD
El 1 de julio, la Drug Enforcement Administration (DEA) se unió al Departamento de Policía de Los Ángeles (LAPD) en la investigación. La DEA sigue el complejo rastro de los fármacos que pudieron serles suministrados a Jackson, en especial aquellas sustancias que se le recetaron con prescripción médica. El abogado general de California Jerry Brown dijo que su oficina ha ayudado a la LAPD y DEA con una base de datos estatal de todos los médicos y recetas prescritas.
La LAPD obtuvo títulos médicos, incluidos en el campo psiquiátrico, de los doctores que habían tratado a Jackson. El 9 de julio, William Bratton, el comisario de policía de Los Ángeles, apuntó que las investigaciones se estaban centrando en un supuesto caso de sobredosis, suicidio o ingesta accidental, pero que había que esperar a los resultados toxicológicos forenses.

### Fármacos
El sitio web TMZ.com, el primero que difundió los datos sobre la muerte de Michael, ha escrito que Jackson usó identidades falsas para conseguir las recetas de los medicamentos. Algunos de sus nombres fueron Omar Arnold y Jack London, pertenecientes a uno de sus guardaespaldas y a uno de sus mánagers. Un supuesto doctor telefoneaba a una farmacia para conseguirle demerol a Jackson, y los farmacéuticos rellenaban la receta con el nombre del paciente en blanco.
Jackson dijo que usaba un poderoso anestésico, propofol (diprivan), los analgésicos demerol y oxicodona (oxyContin), así como xanax, un ansiolítico, y zoloft, un antidepresivo. Otros medicamentos relacionados con él eran omeprazol, vicodin, paroxetina, soma, e hidromorfona. El cuerpo policial encontró en su casa infinidad de medicamentos, incluido el Diprivan, algunos de ellos etiquetados con los pseudónimos de Jackson, y otros sin etiquetar. Un documento policial de 2004 preparado para el caso de abusos sexuales a un menor contra Jackson en 2005 alegaba que este consumía alrededor de 40 pastillas de Xanax cada noche.

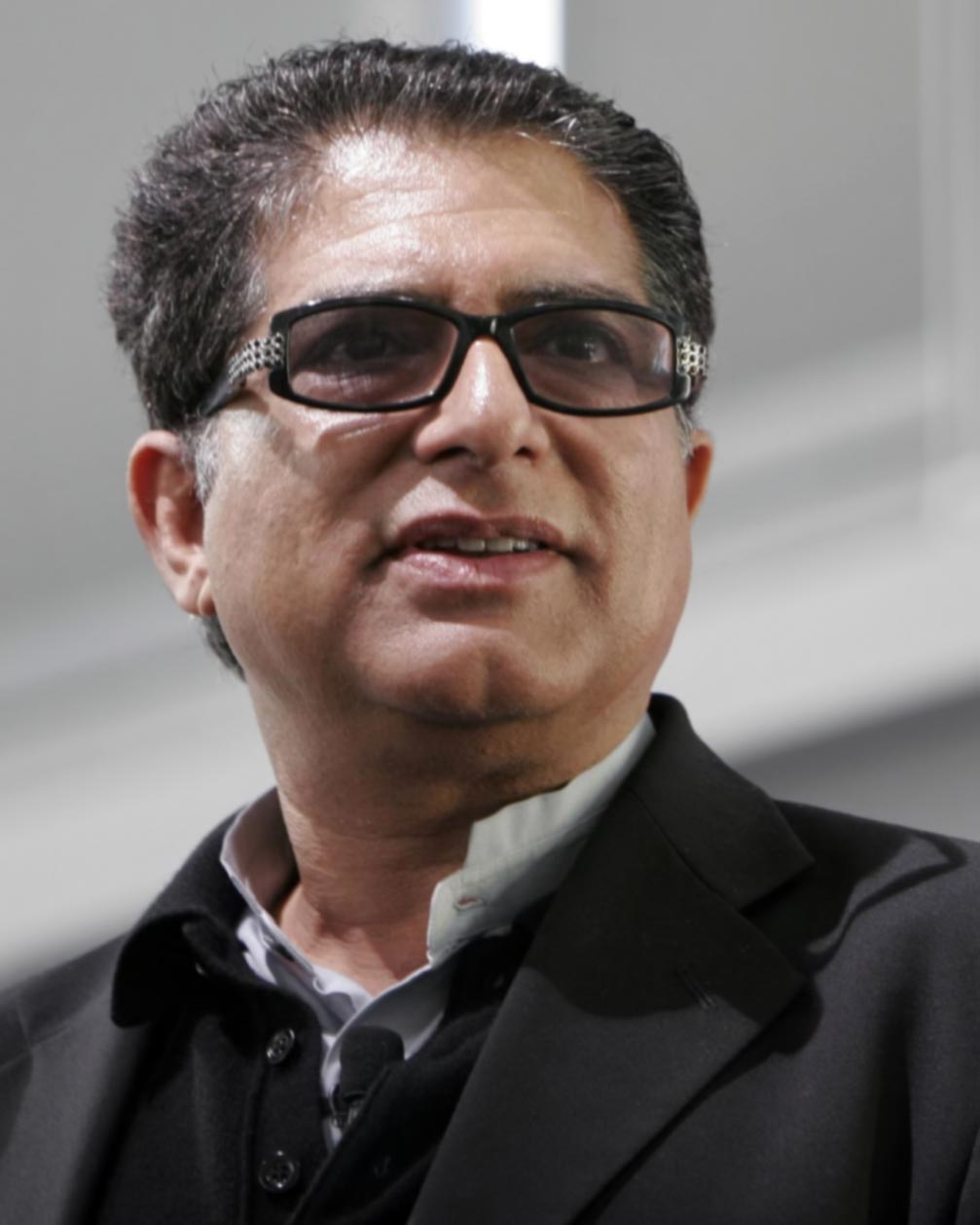
El doctor Deepak Chopra dice que una inyección de naloxona podría haberle salvado la vida a Michael

Deepak Chopra, un endocrino, que fue amigo de Michael durante veinte años, se mostró preocupado porque al parecer Jackson no había tomado naloxona, un fármaco usado para contrarrestar los efectos de sobredosis de opiáceos. «Con un pulso débil», dijo, «lo primero que yo le habría dado hubiera sido Narcan (nombre comercial del fármaco). Sus efectos podrían haber sido positivos y Michael podría continuar con vida a día de hoy. Nadie ha sido capaz de responder por qué había tantos fármacos en su casa, sin embargo su médico no tenía a su disposición... naloxone en caso de sobredosis. No puedo entenderlo».
Chopra ha criticado lo que algunos doctores de Hollywood ven como «favorable». «Nosotros suministramos fármacos a la gente de prisión pero con licencias avaladas por doctores», dijo. «Personalmente sé que ellos escriben múltiples recetas e incluso usan nombres falsos... Este tipo de relación entre doctores y celebridades adictas debería detenerse. Espero que la muerte innecesaria de Michael sea un paso para ello».
La familia Jackson trató de intervenir en febrero de 2009, cuando él se encontraba viviendo en Las Vegas. Janet Jackson y algunos de sus hermanos acudieron a su casa, pero los guardias de seguridad no les dejaron acercarse a él. Jackson también prohibió recibir llamadas de su madre. «Si intentan acercársele», dijo una fuente de la CNN, «les dispararemos. No quiere escuchar a nadie durante un largo periodo de tiempo». La familia negó dichos rumores cuando éstos fueron publicados en People.

#### Propofol

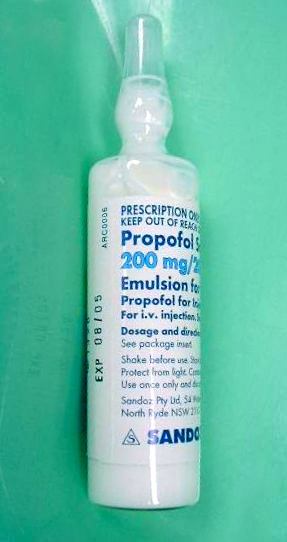
En la casa de Michael Jackson se encontró Propofol

El propofol (diprivan) es un poderoso sedante y anestésico suministrado mediante vía intravenosa por anestesistas en hospitales. Se encontraron varios viales sin prescripción médica en su casa, algunos usados, otros sin usar. Apodado en inglés como "leche" debido a su ligero parecido a esta, actúa y metaboliza rápidamente y es de rápida recuperación. El fabricante, AstraZeneca, aconseja seguir un control sobre el paciente durante su uso, dado que podría dar lugar a una cadena de acontecimientos incluyendo la depresión respiratoria con el consiguiente paro cardíaco.
El 30 de junio, Cherilyn Lee, una enfermera y nutricionista que trabajó para él, dijo que meses antes Jackson le pidió que le consiguiera un anestesista que se quedara por las noches y le suministrara propofol para ayudarle a dormir. En aquel momento la enfermera no conocía el medicamento, pero al consultar a un doctor, le aconsejó que no lo utilizara porque podría matarlo, pero él argumentó que sus doctores le habían informado de que era seguro siempre y cuando hubiera un médico para monitorizarlo.
Arnold Klein, el dermatólogo de Jackson, declaró a la CNN que Jackson una vez usó propofol mientras estaba de gira en Alemania. La CNN informó también de que, según fuentes cercanas al cantante, este se hizo acompañar de un anestesista que le sedaba por la noche y le despertaba por la mañana durante el HIStory World Tour de 1996-1997.

### Doctores, enfermeras, y farmacéuticos
Según Los Angeles Times la DEA centró sus investigaciones en al menos cinco doctores que prescribían los medicamentos a Jackson, intentando conocer si este, tenía relación directa con ellos, y si tales médicos le suministraban los fármacos de manera legal, tal y como lo exige la ley. Por su parte, el London Sunday Times escribió que había 30 doctores, enfermeras, y farmacéuticos a los que la policía buscaba para interrogar, uno de ellos era Arnold Klein, el dermatólogo de Jackson.
El doctor Allan Metzger, un especialista en lupus, estuvo con Michael durante el HIStory tour. Tal y como comunicó a la TMZ, él prescribió recetas para Janet Jackson en la década de los 90, por problemas diuréticos y tomó una vacuna para la hepatitis B como medio de precaución mientras usaba el nombre de su chef privado, Ricardo Macchi, con el fin de proteger su intimidad. Este acto fue reprochado por el equipo médico de California en septiembre de 2000. Metzger dijo a TMZ que hacía años que no trataba a Michael Jackson, y por lo tanto "no ha prescrito ningún medicamento relacionado con lo que le ha sucedido."

### El juicio contra Conrad Murray
El 27 de septiembre de 2011 empezó en Los Ángeles el juicio contra Conrad Murray, que le podría condenar a cuatro años a la cárcel. Con una duración esperada de un mes, el jurado estaba compuesto por siete hombres y cinco mujeres.
En su primera intervención, el fiscal David Walgren indicó que la incompetencia del médico había llevado a la muerte al cantante, subrayando la acusación de homicidio involuntario contra el acusado. En su opinión, al administrarle propofol tras la ingesta de sedantes, no actuó como un profesional de la medicina usando los criterios apropiados. Además, afirmó que el doctor Murray engañó luego tanto a los paramédicos que asistieron a Jackson durante los primeros momentos, como a los médicos del hospital UCLA.
Por su parte, los abogados de la defensa argumentaron que, en realidad, Murray solo intentaba desvincularlo del propofol, y que fue como consecuencia de ello por lo que el cantante murió.
El 7 de noviembre, el jurado declaró a Murray culpable de la muerte del cantante, al que habría intoxicado con propofol combinado con otros tranquilizantes.
El 29 de noviembre, fue sentenciado a cuatro años de cárcel, el máximo que pedía la Fiscalía. Finalmente, salió de prisión a fines de 2013, y al año siguiente volvió a ejercer su profesión en una misión voluntaria en Trinidad y Tobago.

## Testamento
El 29 de junio, Katherine y Joe presentan una petición para hacerse cargo de la herencia por falta de testamento.
El 1 de julio, John Branca y John McCain anunciaron estar en posesión del que según ellos era el último testamento de Jackson, redactado y firmado el 7 de julio de 2002 en Los Ángeles, según el cual ellos son los albaceas de dicho documento junto a Barry Slligel, que renuncia posteriormente a tal responsabilidad.
El documento establece que la custodia de sus hijos queda a cargo de su madre, Katherine, y si esta moría antes, a Diana Ross; el testamento no hace referencia a los derechos de Debbie Rowe, madre de Prince Michael I y Paris Katherine. El documento presenta como beneficiarios a Katherine y los hijos, así como a varios de sus sobrinos, aunque no detalla en qué medida. Rowe inicia un proceso por la custodia, pero tras un acuerdo extrajudicial, renuncia a ella.
Según este testamento, la herencia iría íntegra al Michael Jackson Family Trust. Según esta fórmula (trust) se puede mantener en privado legalmente su composición, como así ha sido, de modo que tampoco se conoce quién forma este trust, sólo que Branca y McClain son los encargados de hacer cumplir el testamento. Esta dirección ha sido referida continuamente después como el "Michael Jackson's Estate" (Hacienda de Michael Jackson).
Los padres presentan una objeción a tal testamento, pero les es denegada y el juez nombra a Branca y McClain albaceas temporalmente. Katherine presenta entonces una petición para ver documentos importantes relativos al asunto, como por ejemplo, el contrato con AEG para This Is It, pero la petición es denegada.
Según se publicó en varios medios, el Estate finalmente destina el 40 % a su madre, otro 40 % a sus hijos y el 20 % restante a caridad infantil a determinar en un futuro. También que los hijos recibirían progresivamente la herencia, a partir de la mayoría de edad y hasta cumplir los 30, siendo mientras tanto Katherine su representante legal.
La polémica sobre este testamento tiene otros fundamentos. John Branca fue abogado de Jackson hasta que fue despedido en 2003 a través de una carta en la que se le solicita la inmediata devolución de todos los documentos relativos al artista que estuvieran en su posesión. Este hecho es además corroborado por declaraciones ante el juez realizadas por Thomas Mesereau (abogado de Michael durante las alegaciones de abuso infantil en 2005), declaraciones en las que además afirma que Branca nunca realizó la devolución de los documentos, entre los que se encontraría dicho testamento, además de muchos otros documentos importantes relativos al catálogo de derechos y otros asuntos. Branca alega haber sido contratado de nuevo dos semanas antes de la muerte.
Otro hecho polémico es que la designación de Diana Ross como sustituta de Katherine para la custodia de los hijos, respondería más a los deseos de Michael en los 90, aunque no en la actualidad. Esto junto a que el nombre del hijo menor está mal escrito (Prince Michael Joseph Jackson II cuando debería decir Prince Michael Jackson II de acuerdo a su partida de nacimiento), podría hacer pensar que se trata de una actualización del testamento redactado y firmado en 1997, cuando la situación de Jackson y su relación con Branca, Sony y Diana Ross era muy distinta. Aunque este testamento es prácticamente igual y pasaría a ser válido si se invalidara el de 2002, a no ser que se presentara uno más reciente o se invalidaran ambos.
Por otro lado, Randy declara que su hermano no pudo firmar ese testamento en Los Ángeles, pues ese día se encontraba en Nueva York y que además la firma está falsificada, hecho que desmiente el abogado del Estate Howard Weitzman.
En cualquier caso, la ejecución de la herencia es un tema complejo que previamente requiere de múltiples transacciones, como el mismo documento refleja, de explotación póstuma de sus bienes artísticos, entre los que se incluyen los suyos propios y el 50% del catálogo de Sony/ATV Music (un catálogo de derechos de explotación sobre cientos de canciones que incluyen la mayoría de las de The Beatles y Elvis), así como el cumplimiento de pago de los préstamos y deudas (entre los que se incluye la hipoteca sobre Neverland y la creciente lista de acreedores que han ido apareciendo desde entonces).

## Reacción y conmoción

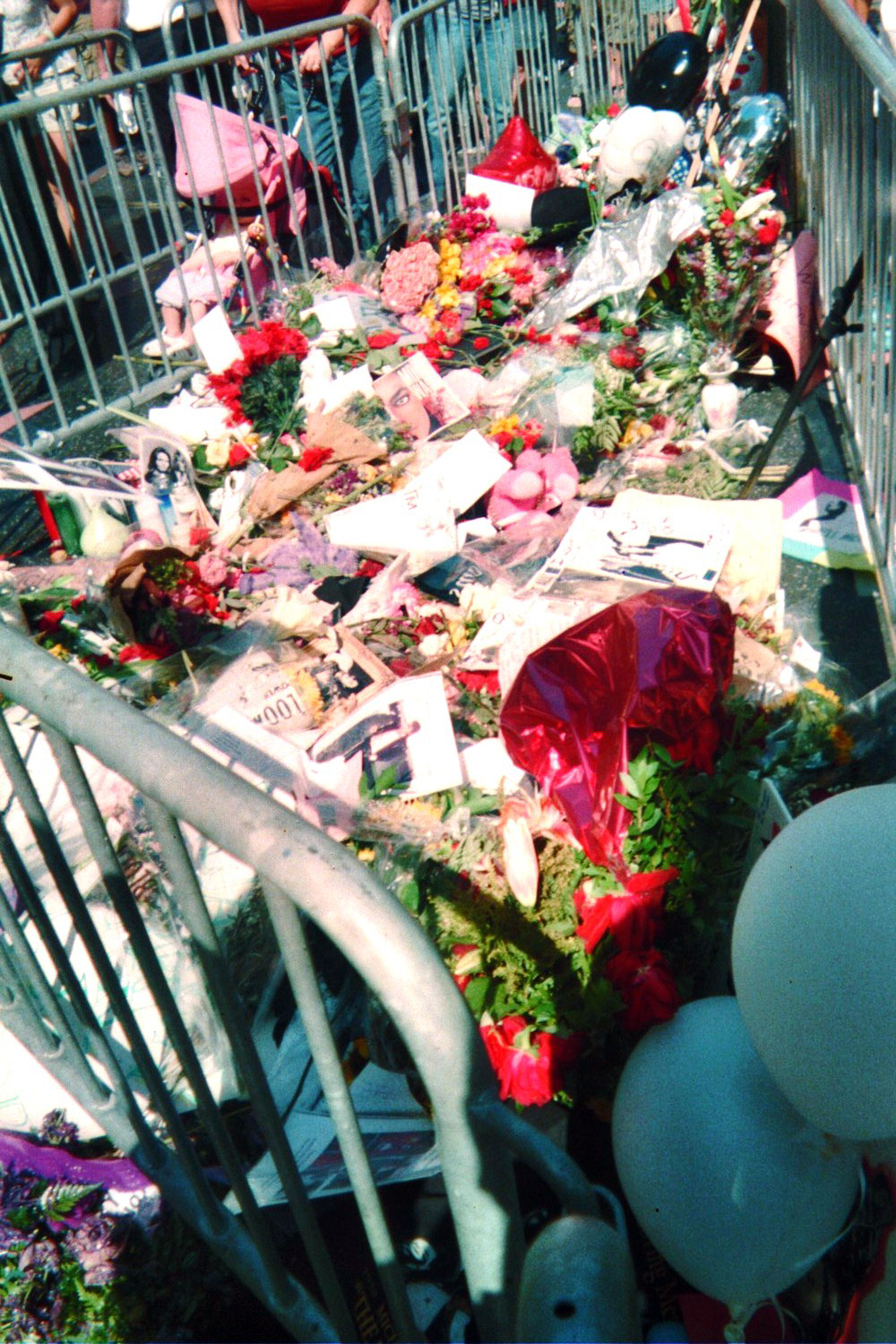
La estrella de Jackson en el Paseo de la Fama de Hollywood se convierte en un foco principal para sus fans

La repentina muerte de Jackson provocó una fuerte reacción a lo largo de todo el mundo y una gran ola de dolor. Sus fans se reunieron en lugares emblemáticos alrededor del mundo, ante su casa de Hombly Hills, el Teatro Apollo de Nueva York, y el Hitsville U.S.A., la antigua sede de Motown en Detroit, ahora Museo Motown, donde Jackson comenzó su carrera. Las calles en torno al hospital quedaron bloqueadas, los estadounidenses dejaron momentáneamente su trabajo para ver la televisión. Una pequeña multitud, incluyendo el alcalde de la ciudad, se reunió en torno a su casa de infancia en Gary, donde la bandera de la ciudad ondeaba a media asta en su honor. Otros fanes se reunían, por error, alrededor del Paseo de la Fama de Hollywood junto a la estrella de otro Michael Jackson, un presentador de radio. La verdadera estrella de Jackson había sido cubierta temporalmente con motivo de la presentación de una comedia de Sacha Baron Cohen.

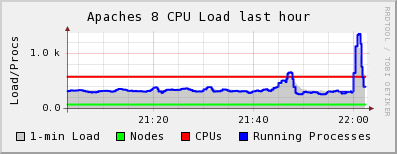
Tráfico de Wikipedia el 25 de junio a las 15:00, en Los Ángeles (hora 22:00 UTC).

Su muerte también provocó el colapso de Internet, cuando millones de personas en todo el mundo se lanzaron a la red poco después de conocer la muerte del 'Rey del Pop', buscando en un principio la confirmación de la noticia, y después poder compartirla y comentarla con sus conocidos.
Las páginas web de muchos medios de comunicación internacionales tuvieron serios problemas de acceso, y también se multiplicaron las caídas en las redes sociales, como Myspace, Twitter o Facebook, e incluso buscadores como Google o Yahoo experimentaron graves problemas. AOL calificó a la muerte de Michael como un «acontecimiento crucial en la historia de Internet».
Lisa Marie Presley, hija de Elvis Presley y esposa de Jackson a mediados de la década de los 90, dejó el siguiente comunicado a través de MySpace:

Él lo sabía. Hace años Michael y yo manteníamos una profunda conversación sobre la vida en general. No puedo recordar exactamente sobre qué pero debía estar preguntándome sobre las circunstancias de la muerte de mi padre. En un punto, él hizo una pausa, me miró intensamente y me dijo casi con una tranquila seguridad, «Me temo que voy a acabar como él, de la manera que él lo hizo. [...]».
 LMP

Elizabeth Taylor, su mejor amiga desde hacía años, expresó que no podía imaginarse una vida sin él. Liza Minnelli declaró a la CBS: «Cuando se realice la autopsia, se podría desatar el infierno, así que gracias a Dios por estar hoy celebrándole».
Madonna realizó un reconocimiento en memoria del artista, en la segunda parte de su Sticky & Sweet Tour, con un doble que hacía una de sus coreografías.
El presidente Barack Obama envió una carta de condolencia a la familia Jackson, y el congreso guardó un minuto de silencio.

## Memorial y funeral

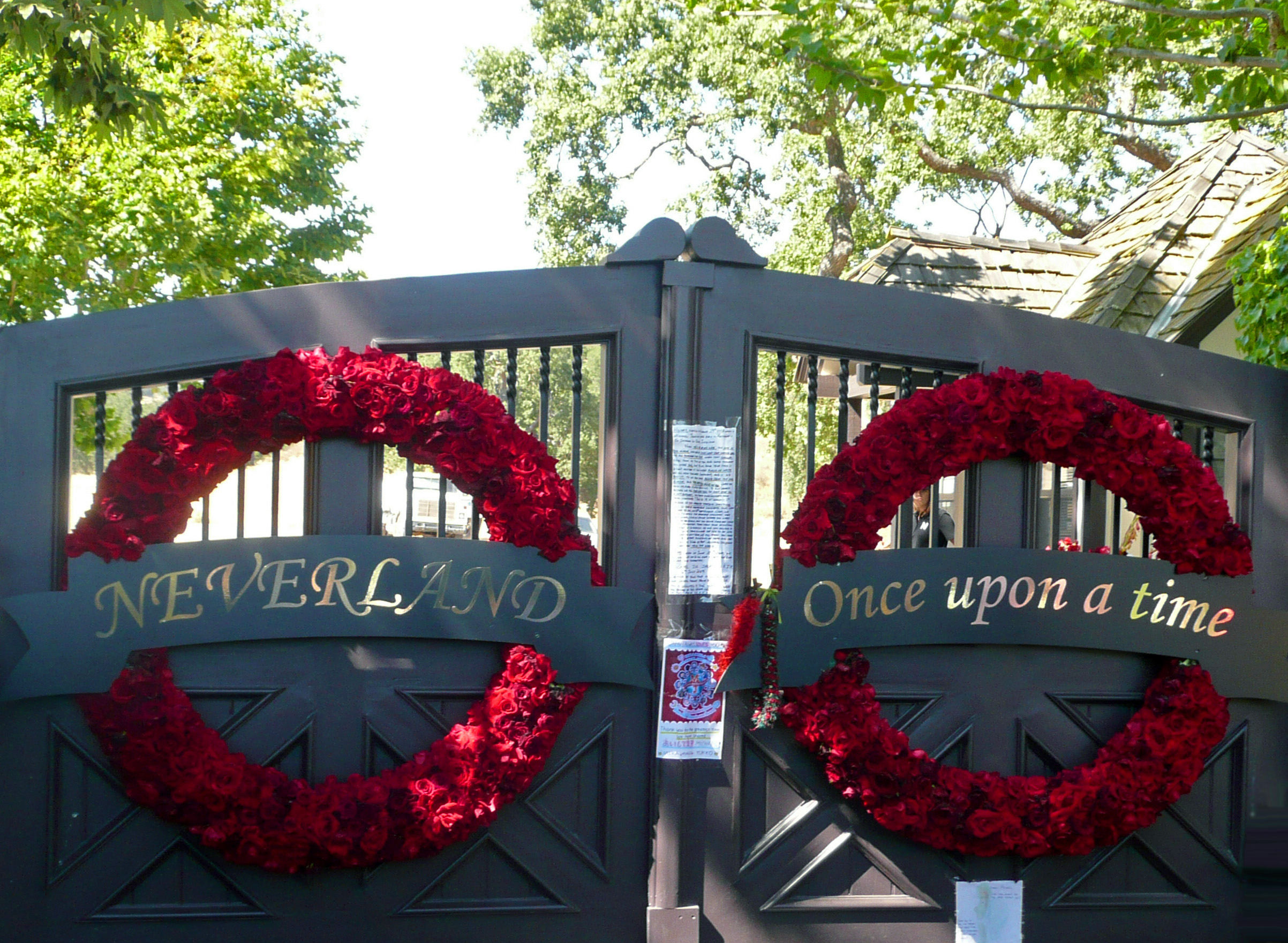
Rancho Neverland.

El 30 de junio, Joe Jackson desmintió que Michael fuese a ser enterrado en el Rancho Neverland. Joseph también afirmó que no se tenía ninguna fecha para el funeral y entierro de su hijo y explicó que el sepelio se retrasaría hasta que se conocieran los resultados de las autopsias, en especial la segunda, que fue encargada por la familia.

### Memorial
El 7 de julio en el Staples Center se celebró el memorial del Rey del Pop, lo que traspasó fronteras convirtiéndose en el evento televisivo más visto de la Historia, por televisión y por Internet, llegando a colapsar sitios de televisión en línea habilitados para el acontecimiento, como el de la CNN. La canción favorita de Michael Jackson, Smile, fue interpretada por su hermano Jermaine. Otras canciones significativas creadas por Michael Jackson, como We are the world y Heal the World; también fueron interpretadas por diversos músicos. El féretro del cantante se expuso en la ceremonia, aunque se conjetura que estaba vacío y que el cuerpo permanecía en un lugar no revelado. El féretro, modelo Promethean, valorado en más de 25.000 dólares, de bronce, bañado en oro de 14 kilates y forrado en su interior con terciopelo azul, es el mismo modelo utilizado para James Brown.

### Funeral
Tras un verano de especulaciones, Joe Jackson anunció finalmente que el cuerpo del cantante recibiría sepultura en un sarcófago en el Gran Mausoleo del Holly Terrace del cementerio Forest Lawn, Glendale en Holmby Hills, Hollywood, concretamente en el Santuario de la Ascensión (Sanctuary of Ascension). El 3 de septiembre de 2009 se realizó una ceremonia privada ante el mausoleo, aunque esta fue grabada por la propia familia con despliegue profesional (iluminación, grúas, etc.) y las imágenes se filtraron a los medios.
El sepulcro continúa sin tener el nombre grabado a día de hoy, supuestamente para evitar vandalismos; aunque el emplazamiento del sarcófago es públicamente conocido, el acceso al mausoleo, que no al cementerio, está cerrado al público general.